# Antirrhea philopoemen
Antirrhea philopoemen är en fjärilsart som beskrevs av Felder 1862. Antirrhea philopoemen ingår i släktet Antirrhea och familjen praktfjärilar. Inga underarter finns listade i Catalogue of Life.